# Katalonski atlas
Katalonski atlas (katalonsko Atles català, vzhodna katalonščina: ˈalːəs kətəˈla), arhaično črkovanje: Atlas Catalan) je najpomembnejši zemljevid srednjeveškega obdobja v katalonskem jeziku (narisan in napisan leta 1375).  Izdala ga je Majorški kartografski šoli (Escuela cartográfica mallorquina) in ga pripisujejo Cresque Abrahamu (znan tudi kot "Abraham Cresques"), židovski iluminator, ki je sebe opisal kot mojster zemljevidov sveta in kompasov . V francoski kraljevi knjižnici (danes Bibliothèque nationale de France) je v času kralja Karla V. Katalonski atlas prvotno sestavljalo šest pergamentnih listov (vsak okrog 65 cm x 50 cm velik), ki so bili zloženi navpično, pobarvani v različne barve, vključno z zlato in srebrno. Ti so bili narezani na polovico pozneje in nameščeni na lesene plošče, oblečene v usnjeno vez.
Prva dva lista vsebujeta besedila v katalonščini, ki zajema kozmografijo, astronomijo in astrologijo. Ta besedila spremljajo slike. Besedila in ilustracija poudarjata sferično obliko Zemlje in stanje znanega sveta. Prav tako zagotavljata informacije mornarjem o plimovanju in o tem, kako ugotoviti čas ponoči.
Štirje preostali listi sestavljajo dejanski zemljevid, z Jeruzalemom, ki je blizu sredine; dva prikazujeta Orient in preostala dva Evropo in Severno Afriko. Zemljevid je velik približno 1,3 kvadratna metra. Prikazuje ilustracije številnih mest, krščanskih mest s križem, drugih mest s kupolo in politično pripadnostjo vsakega mesta, ki je označen z zastavo. Valovita modra navpična črta se uporablja za simbol oceanov. Imena pomembnih mest pristanišč so prepisana z rdečo, druga pa so označena s črno. Ilustracije in večina besedila so usmerjeni proti robovom zemljevida, kar nakazuje, da naj bi ga uporabljali tako, da so ga položili na ravno in hodili okoli njega. 
Orientalski del Katalonskega atlasa ponazarja številne verske reference in sintezo srednjeveških mappae mundi in potovalne literature tistega časa, zlasti Marka Pola Knjige o čudesih in Mandevilleova Potovanjih in plovbe sira Johna Mandevilla. Prepoznati je mogoče številna indijska in kitajska mesta. Pojasnila poročajo o carinah, ki jih opisuje Polo in katalog lokalnih gospodarskih virov, resničnim ali domnevnim.
Zahodni del je podoben sodobnim pomorskim kartam, vendar vsebuje prvo znano rožo geografskih smeri, ki je bila uporabljena na takem grafikonu.